# پاورشل
ویندوز پاورشل (به انگلیسی: Windows PowerShell) یک موتور خودکار قابل ارتقا است از طرف مایکروسافت که شامل یک پوسته خط فرمان و همراه یک زبان اسکریپت‌نویسی است.
ویندوز پاورشل با بهره‌گیری و همراه چهارچوب دات‌نت ارائه شده‌است؛ و چهارچوبی برای اتوماسیون کردن وظایف است
پاور شل به مدیران امکان مدیریت سیستم در هر دو حالت محلی و از راه دور را می‌دهد.